# Eogomphus neglectus
Eogomphus neglectus är en trollsländeart som först beskrevs av James George Needham 1930.  Eogomphus neglectus ingår i släktet Eogomphus och familjen flodtrollsländor. Inga underarter finns listade i Catalogue of Life.